# Kleinglattbach
Kleinglattbach is een plaats in de Duitse gemeente Vaihingen an der Enz, deelstaat Baden-Württemberg, en telt 4690 inwoners.

## Geboren
- Konstantin von Neurath (1873-1956), Duits diplomaat en nazipoliticus